# Lista över medverkande i Sommarkrysset
Nedan listas de artister som uppträtt i Sommarkrysset eller Vinterkrysset under årens gång.

## Sommarkrysset

### 2005
Programledare: Peter Settman
- 3 juni 2005: Lill Lindfors, Lisa Nilsson, Helena Paparizou, Velvet feat. Markoolio
- 10 juni 2005: Electric Banana Band, Jimmy Jansson, Nordman, Sofia Karlsson, Amy Diamond
- 17 juni 2005: Bonnie Tyler (Wales), Jill Johnson, Martin Stenmarck, Elin Lanto, Thomas Di Leva
- 25 juni 2005: Shirley Clamp, Grymlings, Cajsa Stina Åkerström, Cameron Cartio, Kayo
- 1 juli 2005: Svante Thuresson, Nanne Grönvall, Sanne Salomonsen (Danmark), Bo Sundström, Rigo & Pauline Kamusewu.

### 2006
Programledare: Gry Forssell
- 8 juli 2006: LaGaylia Frazier, Basshunter, Ola Svensson, Robert Wells, Markoolio.
- 15 juli 2006: Linda Bengtzing, Anna Book, Arvingarna.
- 22 juli 2006: Magnus Carlsson, BWO, Daniel Lindström, Dogge Doggelito & El Primo.
- 29 juli 2006: The Poodles & Tess Merkel, Shirley Clamp, Sebastian Karlsson, Roger Pontare.
- 5 augusti 2006: Patrik Isaksson, Ana Johnsson, Veronica Maggio, Jonas Gardell.
- 12 augusti 2006: Anna Sahlene, Martin Stenmarck, Backyard Babies, Immanuel Gospel.
- 19 augusti 2006: Pernilla Wahlgren, Marit Bergman, Marie Serneholt, Elias feat. Frans, Amy Diamond.
- 26 augusti 2006: Lisa Miskovsky, Mando Diao, Mange Schmidt, Bo Kaspers Orkester, Agnes Carlsson, Thomas Di Leva, Brolle.

Återkommande inslagsgäst under säsongen: Markoolio.

### 2007
Programledare: Gry Forssell, Rickard Olsson
- 26 maj 2007: Style, Sonja Aldén, Salem Al Fakir, Danny Saucedo, Markoolio & Dea Norberg.
- 2 juni 2007: Sahara Hotnights, Andreas Johnson, The Attic & Therese Grankvist, Arvingarna, Zillah & Totte.
- 9 juni 2007: Dr. Alban, Shout Out Louds, Frida Muranius, Östen med Resten, Emilia Rydberg, Immanuel Gospel.
- 16 juni 2007: Titiyo & Svante Thuresson, E-Type, Linda Sundblad, Jessica Andersson, Weeping Willows.
- 30 juni 2007: Avril Lavigne (Kanada/USA), Fibes, Oh Fibes!, Charlotte Perrelli, Mikael Rickfors & Sara Löfgren, Jimmy Jansson.
- 7 juli 2007: Mange Schmidt, Petter, Ola Svensson, Peter Lundblad, Magnus Carlsson,  Rongedal.
- 14 juli 2007: Per Gessle, Maia Hirasawa, Erik Segerstedt, Kristoffer Jonzon & Mikael Wiehe, Faith SFX (England).
- 21 juli 2007: Thorsten Flinck, Perssons Pack, Sarah Dawn Finer, Pernilla Andersson, Million Stylez.
- 28 juli 2007: Peter Stormare & The Poodles, Kikki Danielsson, Mimmi Sandén, Caroline af Ugglas, Lasse Lindh.
- 4 aug 2007: Tomas Andersson Wij, Kishti Tomita, Herreys, Danny Saucedo & Therese Grankvist, Jenny Silver, 6 AM feat. Cissi Ramsby.
- 11 augusti 2007: Måns Zelmerlöw, BWO, Melody Club, Carl-Johan Vallgren, Koop feat. Ane Brun (Norge), Anna Sahlene.
- 18 augusti 2007: Howard Jones (England), Martin Stenmarck, Lill-Babs, Kenneth & the Knutters, Hanoi Rocks (Finland), Denise Lopez & Pras (USA).
- 25 augusti 2007: Andreas Kleerup feat. Robyn, Moneybrother, Peter Jöback, Abalone Dots, Angel, The Diamond Dogs,  Europe.

Återkommande inslagsgäster under säsongen: Kicken i The Poodles, Tobbe Trollkarl och komikern Per Andersson (skådespelare).

### 2008
Programledare: Gry Forssell
- 17 maj 2008: Jason Mraz (USA), Noice, Ola Svensson, Frida Muranius, Niklas Strömstedt.
- 24 maj 2008:  Sara Bareilles (USA), M.A. Numminen, Linda Bengtzing, Lasse Lindh & Timo Räisänen, Milla's Mirakel!.
- 31 maj 2008: Ron Sexsmith (Kanada), Eric Gadd, Andreas Kleerup & Titiyo, Attack, Kick.
- 28 juni 2008: Hammerfall, Robert Wells, Sonja Aldén, Marie Picasso, Arash med Velvet.
- 5 juli 2008: Amy Diamond, Patrik Isaksson, Trazan & Banarne, Mats Rådberg & Rankarna, September.
- 12 juli 2008: Rongedal, Hasse Andersson, Takida, Alcazar.
- 19 juli 2008: Hästpojken, Mange Schmidt med dansgruppen Urban Angels, Lars Vegas trio, Dilba, Kikki Danielsson.
- 26 juli 2008: E.M.D., Rednex, Neverstore, Alphabeat (Danmark), Staffan Hellstrand, Zara Larsson.
- 2 augusti 2008: Martha Wash (Weather Girls) (USA), Brolle, Backyard Babies, Caracola, Göran Ringbom.
- 9 augusti 2008: Moto Boy, Sanna Nielsen, The Poodles, Carl-Einar Häckner, Veronica Maggio.
- 16 augusti 2008: Black Jack, Sibel Redzep, Nordman, Nisse Hellberg, Agnes Carlsson.
- 23 augusti 2008: Markus Krunegård, Amanda Jenssen, Sha-Boom, Nanne Grönvall, Niclas Wahlgren.
- 30 augusti 2008: Lady Gaga (USA),  Afasi & Filthy med Urban Angels, Christer Sjögren, Molly Sandén med Tensta Gospel Choir, Markus Fagervall.
- 9 september 2008: Charlotte Perrelli, Peter Stormare, Martin Stenmarck, Henrik Hjelt (Ladies Night), The Script (Irland), Lillasyster, Ankie Bagger. (Spelades in den 6 september, sändes bandat den 9)
- 13 september 2008:  Thomas Di Leva, Bo Kaspers Orkester, Miss Li, Elin Lanto, Anna Sahlin (ur Footloose-musikalen).

Återkommande inslagsgäster under säsongen: Kicken & Noppe (spelad av Carl Adam Lewenhaupt), Bosse Rappne och Christian Hellberg.

### 2009
Programledare: David Hellenius, Carina Berg & Carolina Gynning, Tobbe Blom och Måns Zelmerlöw
- 13 juni 2009: Lasse Berghagen, Eros Ramazzotti (Italien),  Rigo & The Topaz Sound, Brolle med ensemblen från musikalen "Buddy Holly".
- 20 juni 2009: Xtra & The King Lab Sound System (Xtra & King Fari Band (Michael Lindgren ur Grotesco-humorgänget), Miss Li, BWO, Melody Club, Patrik Isaksson.
- 27 juni 2009: Sven-Bertil Taube, Sahara Hotnights, Alice Svensson, Lasse Lindh, Jessica Andersson & Sara Löfgren.
- 4 juli 2009: Dead by April, Erik Hassle, Robert Wells, Thomas Di Leva, Erik Linder (Talang 2009).
- 11 juli 2009 Moneybrother, Johan Palm, Konditorns, Velvet, E.M.D..
- 18 juli 2009: Timbuktu, Theresa Andersson, Petter med Eye N' I, Shirley Clamp.
- 25 juli 2009: Pernilla Andersson, Måns Zelmerlöw, Roger Pontare, The Poodles, Niclas Wahlgren.
- 1 augusti 2009: Salem Al Fakir, Rongedal, Magnus Carlsson, Yohanna (Island).
- 8 augusti 2009: Perssons Pack, Star Pilots, Emilia Rydberg, Darin.
- 15 augusti 2009: Scotts, Caroline af Ugglas, Kevin Borg, H.E.A.T, Jaqee.
- 29 augusti 2009: Markoolio & Benjamin Wahlgren, Tomas Ledin, Martin Stenmarck, Alcazar.
- 5 september 2009: Europe, Fibes, Oh Fibes! & Kim Wilde (England), Ola Svensson, Thorsten Flinck, Peter Johansson & Nina Söderquist.

### 2010
Programledare: E.M.D., Måns Möller, Linda Bengtzing och Gry Forssell.
- 15 maj 2010: Eric Saade, Orup, Alexandra Burke (England), Linda Bengtzing & Velvet.
- 22 maj 2010: Timoteij, Amy Macdonald (Skottland), Eric Gadd, Joshua Radin (USA), Rebound & Dj Sara Varga.
- 29 maj 2010: Dr. Alban, E.M.D., Lazee & Apollo Drive, Linda Pritchard, Stephen Simmonds.
- 5 juni 2010: Robyn, Petter, Cookies 'N' Beans, Erik Grönwall, Play, Crossfire med Rigo & Körslaget-kören The Rinkeby Sound.
- 17 juli 2010: Madcon (Norge), Fibes, Oh Fibes!, Crucified Barbara, Rasmus Seebach (Danmark) med Immanuel Gospel & Tensta Gospel Choir, Anne-Lie Rydé, Magnus Carlson (från Weeping Willows) med flera.
- 24 juli 2010: Ola Joyce, Anna Bergendahl, Style, Le Kid, Sean Banan, Peter Jezewski.
- 31 juli 2010: Lena Meyer-Landrut (Tyskland), Martin Stenmarck, Shout Out Louds, Marie Serneholt & Sebastian Karlsson & Grease-ensemblen, Kato (DJ)  (Danmark), Peter Gustafsson (Bonde söker fru) & Ankie Bagger.
- 7 augusti 2010: Oskar Linnros, Ola Svensson, Broken Door, Sanna Nielsen med Immanuel Gospel, Lovestoned med flera.
- 14 augusti 2010: Johnossi, Flo Rida (USA), Darin, Patrik Isaksson, Kikki Danielsson, Tensta Gospel Choir.
- 21 augusti 2010: Pugh Rogefeldt, Brolle, Christina Chanée & Tomas N'evergreen (Danmark), Takida, Tove Styrke, Mohombi Moupondo, Simone Moreno med slagverkarna Samba São Miguel och dansgruppen Viva do Brasil.

Återkommande inslagsgäster under säsongen: David Druid

### 2011
Programledare: Gry Forssell. Den 9 juli och 16 juli vikarierar Agneta Sjödin som programledare. 
- 25 juni: Eric Saade, Sahara Hotnights, Patrik Isaksson
- 2 juli: The Ark, Jessica Andersson, Magnus Carlsson, Loreen
- 9 juli: Brolle, Jedward (Irland), Kikki Danielsson
- 16 juli: Christer Sjögren, Takida, Shirley Clamp
- 23 juli: September, The Moniker, Anne-Lie Rydé
- 30 juli: Eric Amarillo, Sanna Nielsen, Tommy Nilsson
- 6 augusti: Martin Stenmarck, Swingfly, Caroline af Ugglas
- 13 augusti: Carola, Danny Saucedo, The Poodles & Immanuel Gospel.
- 20 augusti:  Lena Philipsson, Jill Johnson, Rolandz med Robert Gustafsson, Ison & Fille feat. Julia Spada (från O'Spada) & Dj Taro.

Återkommande inslagsgäster under säsongen: Rolandz med Robert Gustafsson.

### 2012
Programledare: Gry Forssell och Agneta Sjödin delar upp säsongen som programledare.
- 30 juni: Moa Lignell, Alina Devecerski, Haddaway (Tyskland), Andreas Lundstedt, Dr Bombay & La Cream mfl.
- 7 juli: Ivi Adamou (Cypern), Icona Pop, Tomas Andersson Wij, Anna Sahlene & Immanuel Gospel, Wallmans 20-årsjubileums-ensemble.
- 14 juli: Ane Brun (Norge), Far East Movement (USA), Pernilla Wahlgren, Lilla Sällskapet, Timoteij.
- 21 juli: Danny Saucedo, Markoolio, Vulkano (tidigare Those Dancing Days), H.E.A.T.
- 28 juli: Molly Sandén, Brolle, Frispråkarn & Uno Svenningsson, Caligola, Stooshe (England).
- 4 aug:  Tone Damli (Norge) & Eric Saade, Norlie & KKV, Aleks & Eric Gadd, Louise Hoffsten, Diamond Dogs.
- 11 aug: Mikael Wiehe, Olly Murs (England), Amanda Fondell, Dead by April.
- 18 aug: Bo Kaspers Orkester, Fibes, Oh Fibes!, Björn Ranelid & Sara Li, Isa Tengblad.
- 25 aug: Miss Li, Sons of Midnight (Australien), David Lindgren, Darin, Tensta Gospel Choir samt dansgrupperna P*Fect, Urban Angels, Micina, Grounded.
- 1 sep: Marina and the Diamonds (England), Agnes, Sarah Dawn Finer, Martin Stenmarck & Andreas Johnson (Ladies Night), Stiftelsen.

### 2013
Programledare: Gry Forssell
- 22 juni: Jason Derulo (USA), Nonono, Darin, Timoteij, Uno Svenningsson
- 29 juni: Margaret Berger (Norge), Eric Saade, Oscar Zia, Behrang Miri, Hovturnén (med Wille Crafoord, Dan Hylander, Marika Willstedt).
- 6 juli: Robin Stjernberg, Zara Larsson, Looptroop Rockers, Pugh Rogefeldt
- 13 juli: ingen sändning detta datum
- 20 juli: Anton Ewald, Ansiktet (musikgrupp), Ulrik Munther, Nanne Grönvall
- 27 juli:  Loreen, The Brand New Heavies (England), Tommy Nilsson, The Wanted (England/Irland), Janet Leon
- 3 augusti: Miriam Bryant, Hästpojken, Danny Saucedo, Magnus Carlsson, Sylver Logan Sharp (före detta leadsångerska i Chic (musikgrupp) (USA).
- 10 augusti: Norlie & KKV, Sean Banan, State of Drama, Sonja Aldén, Alcazar
- 17 augusti: Yohio, Jonas Gardell, The Fooo, Brolle, Amanda Fondell.
- 24 augusti: Elliphant, Agnes, Markoolio & Tobbe Trollkarl (Trollkarlen från Oz musikalen), Caroline af Ugglas, Ola Svensson
- 31 augusti: Hoffmaestro, Medina, Jasmine Kara, Lasse Holm, Priscilla, Queen of the Desert (musikal) med bland andra Pernilla Wahlgren.

Återkommande inslagsgäst under säsongen: "Smart i väldig fart" med Malin Stenbäck (PraktikantMalin).

### 2014
Programledare: Gry Forssell
- 21 juni: Doug Seegers (USA), Lisa Stansfield (England), Oscar Zia, Linda Bengtzing.
- 28 juni: Anders Wendin (Moneybrother, Pengabrorsan), Stefan Sundström, Albin Johnsén featuring Kristin Amparo, Amanda Fondell, Jasmine Kara
- 5 juli: Charlotte Perrelli, Ebbot Lundberg (The Soundtrack of Our Lives), Ella Henderson (England), Vance Joy (Australien)
- 12 juli: Foxes (England), Brolle & Andreas Johnson, Ane Brun (Norge), Samir & Viktor, Thomas Stenström, Gladys del Pilar
- 19 juli: Basim (Danmark), Kim Cesarion, Helena Paparizou, Gabriel Forss med Du kan sjunga gospel-kören, Yohio
- 26 juli: Nisse Hellberg, Tove Lo, Martin Stenmarck, Anna Sahlene. Medina
- 2 augusti: Kevin Walker, Anton Ewald featuring Medina (Danmark), Elisa Lindström, Patrik Isaksson, Linda Pritchard
- 9 augusti: Teddybears, Titiyo, Miriam Bryant, Panetoz, Linus Svenning, Molly Sandén
- 16 augusti: Electric Banana Band, Alcazar, Alina Devecerski, Isac Elliot (Finland), Dynamite Cheerleading
- 23 augusti: Ace Wilder, Nonono, Sean Banan, John Martin (sångaren från bland annat Swedish House Mafia låtarna "Don't You Worry Child" och "Save The World"), Move Your Feet (Danskompani med proffsdansare från TV-programmet Let's Dance) aktuella med föreställningen En dans på rosor.

Återkommande inslagsgäst under säsongen: Sean Banan.

### 2015
Programledare: Gry Forssell
- 20 juni: Just D, ISA, Erik Hassle, Molly Sandén med Tensta Gospel Choir, Tommy Nilsson, Patrik Isaksson, Uno Svenningsson.
- 27 juni: Mauro Scocco, Icona Pop, Ace Wilder, Christian Olsson (Fibes, Oh Fibes!), Moa Lignell.
- 4 juli: The Fooo Conspiracy, Måns Zelmerlöw, Heavy Tiger,  Love Antell, Hasse Andersson.
- 11 juli: Backyard Babies, Molly Hammar, De vet du, Panetoz, Timoteij.
- 18 juli: Little Jinder, Eric Saade, Maxida Märak, Kitok, Tony Irving & The Wild Ones (Wild Thing - About Love-musikalen), Johan Holmström ("Snoppen & Snippan").
- 25 juli: Little Mix (England), Ola Salo, Zara Larsson, Mariette, Christer Sjögren, Kristin Amparo, Andreas Weise (Frank Sinatra 100 år-turné).
- 1 augusti: Danny Saucedo, Brolle & Nanne Grönvall, Emil Berg, Samuel Ljungblahd med gospelkören By Grace, The Moniker & Uffe Börjesson.
- 8 augusti: Sabina Ddumba, Samir & Viktor, Yohio & Ellen Bergström (Snövit-musikal), Black Jack, Niello feat. Tyra Chantey.
- 15 augusti: Loreen, Darin, Bo Kaspers Orkester, Elliphant med Immanuel Gospel, Anna Untz, Brynolf & Ljung mfl

Återkommande inslagsgäster under säsongen: Brynolf & Ljung

### 2016
Programledare: Gry Forssell
- 9 juli: Linda Pira feat. Molly Sandén, Sabina Ddumba, Owe Thörnqvist, Panetoz, Margaret (Polen)
- 16 juli: Näääk & Nimo med Kaliffa, Caroline af Ugglas, The Fooo Conspiracy, Jennifer Brown, Boris René
- 23 juli: Little Jinder, Elisa Lindström, Movits!, Takida, Samir & Viktor
- 30 juli: Saraha, Jakob Karlberg, Amanda Winberg, State of Sound (med Gustaf Norén) Peter Johansson (artist), Evelina Olsén
- 6 augusti: John de Sohn feat. Albin Johnsén & Mattias Andréasson, Brolle & Charlotte Perrelli, Wiktoria, Mariette, Flying Steps (Tyskland)
- 13 augusti: Dua Lipa (England), Martin Stenmarck, Kristin Amparo & Combo de la Musica, Isa Tengblad, Doug Seegers (USA)
- 20 augusti: Rebecca & Fiona, Shawn Hook (Kanada), Måns Zelmerlöw, Alcazar, Joshua Radin (USA)

Återkommande inslagsgäster under säsongen: Bianca Ingrosso, Ellen Bergström och Samir & Viktor.

### 2017
Programledare: Gry Forssell
- 10 juni: KSMB, Magnus Uggla, Kamferdrops (Norge), Nano, Charlotte Perrelli
- 17 juni: Marcus & Martinus (Norge), Rebecca & Fiona (med Dolores Haze),  Martin Stenmarck, Rhys, Niello med (Robin Stjernberg)
- 24 juni: Tommy Nilsson, Tone Norum, Tjuvjakt, Margaret (Polen), Anton Ewald, The Music Of Motown-musikal (Gladys del Pilar, Jessica Folcker, Blossom Tainton)
- 8 juli: Rita Ora (England), Eric Gadd, Mariette, Thomas Stenström, The Rasmus (Finland/USA)
- 15 juli: Jens Lekman, Linda Pira, Anton Hagman, Starley (Australien), Benjamin Ingrosso, The Poodles
- 22 juli: Finess & Miss Li, Lilla Namo, Jon Henrik Fjällgren & Aninia, Elisa Lindström, Dolly Style, Miss Li
- 29 juli: Ray BLK (England), Stiftelsen, Strandels, Peg Parnevik, Thomas Sekelius (Årets PRIDE-artist), Champions of Rock-musikalen med Peter Johansson & Jenna Lee-James
- 19 augusti: Icona Pop, Courtney Marie Andrews (USA), Molly Sandén, Mange Schmidt, Nano, Eric Saade

Återkommande inslagsgäster under säsongen: Thomas Ravelli, Andreas Ravelli, Nicole Falciani, Daniel Paris.

### 2018
Programledare: Gry Forssell
- 30 juni: Rebecca & Fiona med Parham, Moneybrother, Rolandz, Dotter, De vet du.
- 7 juli: Tomas Andersson Wij, Jessica Andersson, Rhys, Babblarna, Linda Pira & Dani M.
- 14 juli: Anne-Marie (England), Theoz (Theo Haraldsson), Peg Parnevik ( med Immanuel Gospel), Thomas Di Leva, Moncho, Isaac and The Soul Company.
- 21 juli: Sabina Ddumba, Tjuvjakt, Dolores Haze, Darin, Larz-Kristerz.
- 28 juli: Eagle-Eye Cherry, Wiktoria, Jireel, John Lundvik, Sigrid Bernson.
- 4 augusti: Peter Jöback, Maxida Märak, Hardcore Superstar, Elias Abbas, Margaret (Polen).
- 11 augusti: Silvana Imam, Benjamin Ingrosso, Felix Sandman, Jonas Gardell (med Immanuel Gospel), Maia Hirasawa.
- 15 augusti: Lasse Stefanz, Petter, Lena Philipsson, Méndez, Mariette, Smith & Thell feat. Swedish Jam Factory (tidigare kända under namnet Swedish Gun Factory).

Återkommande inslagsgäster under säsongen: Björn Ranelid.

### 2019
Programledare: Gry Forssell
- 8 juni: Weeping Willows, Bonnie Tyler (Wales), Linae, Näääk & Denz, Jessica Andersson
- 15 juni: Mahmood (Italien), Peter Jöback, Anna Bergendahl, Erik Lundin, Malou Prytz
- 22 juni: Movits! & Tjuvjakt, Hanna Ferm, David Lindgren & Kristina Lindgren, Chris Kläfford (sändningsstart 19:30)
- 30 juni: Miss Li & Petter, Tomas Andersson Wij, Estraden, Kaliffa, Måns Zelmerlöw & Dotter, Takida (direktsänds söndag)
- 6 juli: Jakob Hellman, Kitok, Silvana Imam, Charlotte Perrelli, Nano, Leia
- 13 juli: Pontus & Amerikanerna, Anis Don Demina feat. Mapei, Tamta (Grekland), Helena Gutarra, Jon Henrik Fjällgren
- 20 juli: Felix Sandman, Benjamin Ingrosso, Mohombi, Backyard Babies, Pernilla Andersson, Sigrid Bernson
- 27 juli: Sabina Ddumba, Wiktoria, Keiino (Norge), Victor Crone, Rigmor Gustafsson, Hedda Hatar
- 3 augusti: Lena Philipsson, Lina Hedlund, Mamma Mia! The Party -ensemblen, Doug Seegers (USA), Paul Rey, Eric Saade
- 10 augusti: Ava Max (USA), Sven-Ingvars, Theoz, Svea

Återkommande inslagsgäster under säsongen: Edward Blom.

### sedan 2020
I maj 2020 meddelades att Sommarkrysset ställdes in på grund av på grund av Coronapandemin. I maj 2021 meddelades att Sommarkrysset på grund av pandemin ställdes in för andra året i rad. I april 2022, trots upphävandet av restriktionerna, meddelades det att Sommarkrysset inte skulle återvända för tredje året i rad.

## Vinterkrysset

### 2006
Programledare: Gry Forssell
- 9 december 2006: Moneybrother i duett med Jerry Williams, Orup, Darin, The Poodles, Amy Diamond

### 2009-10
Programledare: Gry Forssell
- 29 december 2009: Marie Serneholt i duett med Sebastian Karlsson, Linda Sundblad, Darin.
- 31 december 2009: Lili & Susie, Amy Diamond, Sara Löfgren, Style.
- 3 januari 2010: Petter, Ison & Fille, Mogge Sseruwagi och DJ Sleepy, Pernilla Andersson, Nordman.
- 6 januari 2010: Erik Grönwall, Chris Norman (Smokie) (England), Martin Stenmarck, Niklas Strömstedt.

Återkommande inslagsgäster under programmen: Carolina Gynning och komikern Per Andersson.